# Åke Lundborg
Lars Åke Lundborg, född den 13 februari 1938 i Lund, är en svensk jurist. Han var son till Sune Lundborg.
Lundborg avlade juris kandidatexamen vid Stockholms universitet 1962. Han var notarie vid Stockholms rådhusrätt 1963–1965, fiskalsaspirant och fiskal i Svea hovrätt 1965–1968, sakkunnig i Justitiedepartementet 1968–1970, adjungerad ledamot och assessor i Svea hovrätt 1970–1971, sakkunnig i Justitiedepartementet 1971–1972, byråchef i Svea hovrätt 1972–1973 samt kansli- och departementsråd i Justitiedepartementet 1974–1980. Lundborg blev lagman i Länsrätten i Stockholms län 1980.